# Stara Synagoga w Rymanowie
Stara Synagoga w Rymanowie – pierwsza, drewniana synagoga, znajdująca się w Rymanowie.
Synagoga została zbudowana najprawdopodobniej w 1593 roku, gdyż z tego roku pochodzi o niej pierwsza wzmianka. Synagoga przetrwała do pierwszej połowy XVII lub końca XVI wieku, kiedy to wzniesiono nową, murowaną synagogę.